# Schismatoglottis edanoi
Schismatoglottis edanoi är en kallaväxtart som beskrevs av Alistair Hay. Schismatoglottis edanoi ingår i släktet Schismatoglottis och familjen kallaväxter. Inga underarter finns listade.